# Решетинский сельсовет
Решетинский сельсовет — муниципальное образование со статусом сельского поселения в Пачелмском районе Пензенской области Российской Федерации.
Административный центр — село Решетино.

## История
Статус и границы сельского поселения установлены Законом Пензенской области от 2 ноября 2004 года № 690-ЗПО «О границах муниципальных образований Пензенской области».

## Население
| 2002  | 2010  | 2012  | 2013  | 2014  | 2015  | 2016  |
| ----- | ----- | ----- | ----- | ----- | ----- | ----- |
| 1346  | ↘1192 | ↘1180 | ↘1150 | ↘1143 | ↘1118 | ↘1074 |
| 2017  | 2018  | 2021  |       |       |       |       |
| ↘1056 | →1056 | ↘1038 |       |       |       |       |

## Состав сельского поселения
| № | Населённый пункт | Тип населённого пункта       | Население |
| - | ---------------- | ---------------------------- | --------- |
| 1 | Решетино         | село, административный центр | ↘1181     |
| 2 | Чулпан           | посёлок                      | 11        |